# Petar Bošnjak
Petar Bošnjak (Bjelovar, 12 giugno 1974) è un ex calciatore croato, di ruolo difensore.

## Carriera
Dopo aver indossato la fascia da capitano del Slaven Belupo per diverse stagioni, nel gennaio 2009 annuncia il suo addio dai Farmaceuti per continuare la sua carriera nel Mladost Ždralovi.